# Madeira (tkanina)
Madeira je lehká bavlnářská tkanina v  plátnové vazbě, obvykle po celé ploše zdobená stejnobarevnou strojní výšivkou.
Tkanina se používá na šaty, halenky, ozdoby oděvů aj.  
Madeira se vyrábí na stejnojmenném ostrově poloprůmyslovým způsobem. Výšivky zhotovují ručně zkušené vyšívačky po domácku, zatímco vzorování, konečná úprava tkaniny a všechny ostatní práce jsou organizovány v průmyslových podnicích. 
Pod označením madeira se v obchodě nabízí také textilie vzorovaná textilním tiskem i jako jednobarevná, nevzorovaná tkanina upravená k použití na markýzy.